# Torneo internacional sub-12 de fútbol 7 de Arona 2014
El Torneo Internacional Blue BBVA de Fútbol 7 de Arona 2014, denominado como Torneo Internacional La Liga Promises en Arona, es la 19.ª edición del torneo de fútbol base que disputan los equipos sub-12 (infantiles de primer año) en la modalidad de fútbol 7 mediante invitación de la propia organización.
Celebrada en el mes de diciembre en el estadio Antonio Domínguez de la ciudad de Los Cristianos (Arona, Santa Cruz de Tenerife, Canarias).

## Participantes
Los participantes fueron catorce equipos infantiles de primer año que por medio de invitación de la organización disputaron la XIX edición del torneo.
Se dividieron en cuatro grupos, dos de cuatro equipos y dos de tres equipos, en los que los dos mejor clasificados pasaron a disputar la fase final.
| - Atlético de Madrid - F. C. Barcelona - Villarreal C. F. - B. V. Borussia - Aspire Academy - Juventus F. C. - R. C. Deportivo La Coruña | - Chelsea F. C. - R. C. D. Español - Paris Saint-Germain F. C. - Real Madrid C. F. - Sevilla F. C. - Valencia C. F. - Kashiwa Reysol |

## Fase de grupos
Resultados de la fase de grupos. Al final de la misma los campeones y subcampeones de grupo avanzan a la fase final eliminatoria.
| Grupo A                   | Pts. | PJ | PG | PE | PP | GF | GC | Dif. |
| ------------------------- | ---- | -- | -- | -- | -- | -- | -- | ---- |
| Sevilla F. C.             | 9    | 3  | 3  | 0  | 0  | 4  | 0  | +4   |
| Real Madrid C. F.         | 6    | 3  | 2  | 0  | 1  | 5  | 3  | +2   |
| Kashiwa Reysol            | 3    | 3  | 1  | 0  | 2  | 1  | 2  | -1   |
| R. C. Deportivo La Coruña | 0    | 3  | 0  | 0  | 3  | 2  | 7  | -5   |

| Grupo B          | Pts. | PJ | PG | PE | PP | GF | GC | Dif. |
| ---------------- | ---- | -- | -- | -- | -- | -- | -- | ---- |
| R. C. D. Español | 6    | 2  | 2  | 0  | 0  | 5  | 2  | +3   |
| Valencia C. F.   | 3    | 2  | 1  | 0  | 1  | 2  | 2  | +0   |
| Chelsea F. C.    | 0    | 2  | 0  | 0  | 2  | 1  | 4  | -3   |

| Grupo C            | Pts. | PJ | PG | PE | PP | GF | GC | Dif. |
| ------------------ | ---- | -- | -- | -- | -- | -- | -- | ---- |
| Villarreal C. F.   | 7    | 3  | 2  | 1  | 0  | 7  | 2  | +5   |
| Atlético de Madrid | 5    | 3  | 1  | 2  | 0  | 2  | 1  | +1   |
| B. V. Borussia     | 2    | 3  | 0  | 2  | 1  | 1  | 2  | -1   |
| Aspire Academy     | 1    | 3  | 0  | 1  | 2  | 0  | 5  | -5   |

| Grupo D                   | Pts. | PJ | PG | PE | PP | GF | GC | Dif. |
| ------------------------- | ---- | -- | -- | -- | -- | -- | -- | ---- |
| F. C. Barcelona           | 4    | 2  | 1  | 1  | 0  | 2  | 1  | +1   |
| Juventus F. C.            | 2    | 2  | 0  | 2  | 0  | 1  | 1  | +0   |
| Paris Saint-Germain F. C. | 1    | 2  | 0  | 1  | 1  | 2  | 3  | -1   |

|  | Equipos clasificados para los Cuartos de final. |
|  | Equipos eliminados de la competición.           |

## Fase final
La fase final de la competición se disputó a partido único. En caso de estar la eliminatoria empatada tras los 24 minutos se decidirá en una tanda de penaltis.
|  | Cuartos de final 27 y 28 de diciembre | Cuartos de final 27 y 28 de diciembre |                    |      | Semifinal 28 de diciembre | Semifinal 28 de diciembre |  |  | Final 28 de diciembre | Final 28 de diciembre |
|  |                                       |                                       |                    |      |                           |                           |  |  |                       |                       |
|  |                                       |                                       |                    |      |                           |                           |  |  |                       |                       |
|  |                                       |                                       |                    |      |                           |                           |  |  |                       |                       |
|  | Barcelona FC                          | 1(4)                                  |                    |      |                           |                           |  |  |                       |                       |
|  | Barcelona FC                          | 1(4)                                  |                    |      |                           |                           |  |  |                       |                       |
|  | Atlético de Madrid                    | 1(5)                                  |                    |      |                           |                           |  |  |                       |                       |
|  | Atlético de Madrid                    | 1(5)                                  | Atlético de Madrid | 1    |                           |                           |  |  |                       |                       |
|  |                                       |                                       | Atlético de Madrid | 1    |                           |                           |  |  |                       |                       |
|  |                                       | Juventus                              | 0                  |      |                           |                           |  |  |                       |                       |
|  | Villareal CF                          | Juventus                              | 0                  | 0(1) |                           |                           |  |  |                       |                       |
|  | Villareal CF                          |                                       |                    | 0(1) |                           |                           |  |  |                       |                       |
|  | Juventus                              | 0(3)                                  |                    |      |                           |                           |  |  |                       |                       |
|  | Juventus                              | 0(3)                                  | Atlético de Madrid | 1    |                           |                           |  |  |                       |                       |
|  |                                       |                                       | Atlético de Madrid | 1    |                           |                           |  |  |                       |                       |
|  |                                       | Valencia CF                           | 3                  |      |                           |                           |  |  |                       |                       |
|  | RCD Español                           | Valencia CF                           | 3                  | 0    |                           |                           |  |  |                       |                       |
|  | RCD Español                           |                                       |                    | 0    |                           |                           |  |  |                       |                       |
|  | Real Madrid                           | 3                                     |                    |      |                           |                           |  |  |                       |                       |
|  | Real Madrid                           | 3                                     | Real Madrid        | 0(3) |                           |                           |  |  |                       |                       |
|  |                                       |                                       | Real Madrid        | 0(3) |                           |                           |  |  |                       |                       |
|  |                                       | Valencia CF                           | 0(4)               |      |                           |                           |  |  |                       |                       |
|  | Sevilla FC                            | Valencia CF                           | 0(4)               | 0    |                           |                           |  |  |                       |                       |
|  | Sevilla FC                            |                                       |                    | 0    |                           |                           |  |  |                       |                       |
|  | Valencia CF                           | 1                                     |                    |      |                           |                           |  |  |                       |                       |
|  | Valencia CF                           | 1                                     |                    |      |                           |                           |  |  |                       |                       |

### Cuartos de final
| 27 de diciembre de 2014, 19:10 (CET) | F. C. Barcelona                                     | 1:1 (1:1) (4:5 p.)         | Atlético de Madrid                                 | Estadio Antonio Domínguez Alfonso, Arona |  |
|                                      | Marc Alegre 4'                                      |                            | Erik Toala 10'                                     |                                          |  |
|                                      |                                                     | Tiros desde el punto penal |                                                    |                                          |  |
|                                      | - José - Robert - Antonio - Biel - Domenech - Ramón |                            | - Alberto - Adrián - Mario - Marco - Marcos - Iker |                                          |  |

| 27 de diciembre de 2014, 19:50 (CET) | Villarreal C. F.   | 0:0 (0:0) (1:3 p.)         | Juventus F. C.                  | Estadio Antonio Domínguez Alfonso, Arona |  |
|                                      |                    | Tiros desde el punto penal |                                 |                                          |  |
|                                      | - Ignacio - Adrián |                            | - Da Costa - Boffano - Lombardo |                                          |  |

| 28 de diciembre de 2014, 11:10 (CET) | R. C. D. Español | 0:3 (0:2) | Real Madrid C. F.                                      | Estadio Antonio Domínguez Alfonso, Arona |  |
|                                      |                  |           | - Theo Zidane 1' - Lorenzo Aguado 8' - Theo Zidane 19' |                                          |  |

| 28 de diciembre de 2014, 11:50 (CET) | Sevilla F. C. | 0:1 (0:0) | Valencia C. F.     | Estadio Antonio Domínguez Alfonso, Arona |  |
|                                      |               |           | Oscar Domènech 23' |                                          |  |

### Semifinales
| 28 de diciembre de 2014, 12:30 (CET) | Atlético de Madrid | 1:0 (0:0) | Juventus F. C. | Estadio Antonio Domínguez Alfonso, Arona |  |
|                                      | Mario Soriano 28'  |           |                |                                          |  |

| 28 de diciembre de 2014, 13:20 (CET) | Real Madrid C. F.                                                | 0:0 (0:0) (3:4 p.)         | Valencia C. F.                                              | Estadio Antonio Domínguez Alfonso, Arona |  |
|                                      |                                                                  | Tiros desde el punto penal |                                                             |                                          |  |
|                                      | - Cuenca - Lubamba - Llario - Zidane - Lancho - Priego - Lorenzo |                            | - Oscar - Julio - Ferhat - Jacob - Ferrán - Carlos - Sergio |                                          |  |

### Tercer puesto
| 28 de diciembre de 2014, 18:25 (CET) | Juventus F. C. | 1:2 (1:2) | Real Madrid C. F.                 | Estadio Antonio Domínguez Alfonso, Arona |  |
|                                      | - Da Costa 11' |           | - Theo Zidane 4' - Pedro Paulo 9' |                                          |  |

### Final
| 1          | POR        | ? |  |
| 3          | DEF        | ? |  |
| 4          | DEF        | ? |  |
| 2          | DEF        | ? |  |
| 8          | MED        | ? |  |
| 10         | MED        | ? |  |
| 9          | DEL        | ? |  |
| Entrenador | Entrenador | ? |  |

| 1          | POR        | ? |  |
| 3          | LTI        | ? |  |
| 5          | DCT        | ? |  |
| 2          | DEF        | ? |  |
| 4          | MED        | ? |  |
| 11         | MED        | ? |  |
| 10         | DEL        | ? |  |
| Entrenador | Entrenador | ? |  |

| 5  | DEF | ? |  |
| 11 | MED | ? |  |
| 11 | MED | ? |  |
| 11 | MED | ? |  |

| 9  | DEL | ? |  |
| 7  | MED | ? |  |
| 8  | MED | ? |  |
| 13 | MED | ? |  |

| 1-1 | Mario Soriano | 11' |

| Anotado | 7'  | Ferrán Giner   | 0-1 |
| Anotado | 15' | Ferhat Cogalan | 1-2 |
| Anotado | 38' | Ferhat Cogalan | 1-3 |

| Árbitro: | ? |
| Reporte  |   |

| 1          | POR        | ? |  |
| 3          | DEF        | ? |  |
| 4          | DEF        | ? |  |
| 2          | DEF        | ? |  |
| 8          | MED        | ? |  |
| 10         | MED        | ? |  |
| 9          | DEL        | ? |  |
| Entrenador | Entrenador | ? |  |

| 1          | POR        | ? |  |
| 3          | LTI        | ? |  |
| 5          | DCT        | ? |  |
| 2          | DEF        | ? |  |
| 4          | MED        | ? |  |
| 11         | MED        | ? |  |
| 10         | DEL        | ? |  |
| Entrenador | Entrenador | ? |  |

| 5  | DEF | ? |  |
| 11 | MED | ? |  |
| 11 | MED | ? |  |
| 11 | MED | ? |  |

| 9  | DEL | ? |  |
| 7  | MED | ? |  |
| 8  | MED | ? |  |
| 13 | MED | ? |  |

| 1-1 | Mario Soriano | 11' |

| Anotado | 7'  | Ferrán Giner   | 0-1 |
| Anotado | 15' | Ferhat Cogalan | 1-2 |
| Anotado | 38' | Ferhat Cogalan | 1-3 |

| Árbitro: | ? |
| Reporte  |   |

|               |
| Campeón       |
| Valencia CF   |
| (X.er título) |

## Estadísticas

### Goleadores
A continuación se listan los goleadores del torneo. En caso de empate se anuncia primero el que antes consiguiese anotar la cifra en cuestión.
| Jugador                                       | Equipo            | Goles |
| --------------------------------------------- | ----------------- | ----- |
| Theo Zidane                                   | Real Madrid C. F. | 5     |
| Última actualización: 29 de diciembre de 2013 |                   |       |

| \| Jugador \| Equipo \| \| \| -------------- \| ---------- \| - \| \| Goles anotados \| 12 Equipos \| ? \| \| Autogoles \| 12 Equipos \| ? \| |            |       |
| Jugador | Equipo     | Goles |
| Goles anotados | 12 Equipos | ?     |
| Autogoles | 12 Equipos | ?     |

### Equipo ideal del torneo
Siete seleccionado por el medio Mediaset España (Cuatro), empresa colaboradora del torneo.
| Portería       | Defensa                              | Mediocampo               | Delantera   |
| -------------- | ------------------------------------ | ------------------------ | ----------- |
| Cristian (ATM) | Konrad (FCB) Álex (ESP) Marcos (RMA) | Arnau (ESP) Kangin (VLC) | Pedro (RMA) |